# جرذ العشب النيوماني
جرذ العشب النيوماني (الاسم العلمي: Arvicanthis neumanni)، نوع من القوارض من فصيلة الفأرية. يوجد في إثيوبيا والصومال والسودان وتنزانيا وربما كينيا. موائله الطبيعية هي السافانا الجافة وأراضي الأشجار القمئية الجافة شبه الاستوائية أو الاستوائية.